# Consorzio Suonatori Indipendenti
Il Consorzio Suonatori Indipendenti (o C.S.I.) è stato un gruppo musicale italiano nato dalle ceneri dei CCCP - Fedeli alla linea. Gli album sono stati distribuiti dalla casa discografica fondata dai componenti del gruppo stesso, il Consorzio Produttori Indipendenti.
Dopo lo scioglimento del gruppo, avvenuto nel 2002, alcuni ex-componenti dei C.S.I. sono confluiti nei Per Grazia Ricevuta (PGR).

## Storia
Dopo la fine dei CCCP (1990), con la caduta del muro di Berlino, quel che rimaneva dei CCCP originali (Giovanni Lindo Ferretti e Massimo Zamboni, il "nucleo emiliano") si incontra con il "nucleo toscano" in uscita dai Litfiba, composto da Gianni Maroccolo e Francesco Magnelli, che già avevano collaborato all'ultimo album dei CCCP Fedeli alla Linea, Epica Etica Etnica Pathos, insieme al loro tecnico del suono, Giorgio Canali. La loro prima collaborazione inizia con un concerto al Centro per l'arte contemporanea Luigi Pecci di Prato (tenuto insieme agli Üstmamò e ai Disciplinatha il 18 settembre 1992 e documentato nel disco Maciste contro tutti) e prosegue con una fortunata serie di dischi.
(Giorgio Canali, 2000)
La sigla C.S.I., oltre ad essere l'acronimo di "Consorzio Suonatori Indipendenti", è un ovvio riferimento ai cambiamenti in atto nell'ex Unione Sovietica. Come infatti il precedente nome faceva riferimento alla sigla in cirillico dell'Unione Sovietica, così questo fa riferimento alla Comunità degli Stati Indipendenti che aveva preso il posto dell'U.R.S.S. Rispetto alla formazione dei CCCP, entrano stabilmente Gianni Maroccolo (basso), Giorgio Canali (chitarre), Francesco Magnelli (piano, tastiere) e sua moglie Ginevra Di Marco (dapprima come corista), mentre abbandonano la compagnia Fatur e Annarella.
Nel 1994 esce l'album Ko de mondo. Si tratta del primo disco per la nuova sigla. Il disco, come scritto sulle note di copertina, è composto, concepito, arrangiato, suonato e registrato nei mesi di agosto e settembre del 1993 nel casale Le Prajou in Finistère (Bretagna). Il nome dell'album è però una storpiatura di Codemondo, frazione di Reggio Emilia. L'album vede la partecipazione anche di Pino Gulli (batteria), Alessandro Gerby (percussioni) e Marco Parente (percussioni in Del mondo). Riguardo al viaggio dei CSI in Francia è stata anche realizzata una VHS intitolata Ko de mondo, immagini sul finire della Terra.
Lo stesso anno viene pubblicato il live acustico In quiete, registrato da Videomusic il 3 giugno di quell'anno all'interno di un ciclo di trasmissioni intitolato Acoustica. Il disco-session contiene la cover del brano Lieve dei Marlene Kuntz, gruppo ai tempi sconosciuto che aveva da circa un mese pubblicato il primo album. Lo spettacolo uscì anche in VHS (ristampato poi nel 2005 in DVD).
Il 25 aprile 1995 il gruppo dà vita mediante il Consorzio Produttori Indipendenti a un concerto tenutosi a Correggio per celebrare l'anniversario della liberazione d'Italia e che confluisce nella compilation Materiale resistente, in cui i CSI sono presenti con il brano Guardali negli occhi.
L'album Linea Gotica del gennaio 1996 è scaturito dal dolore per i tragici avvenimenti accaduti in quegli anni nei Balcani (si parla di Sarajevo in Cupe vampe). L'album contiene anche la cover del brano di Franco Battiato E ti vengo a cercare e vede la partecipazione dello stesso Battiato e di Marco Parente come batterista. Nel frattempo i CSI partecipano come attori (curano anche la colonna sonora tramite il CPI) al film Tutti giù per terra (1997) di Davide Ferrario. Intraprendono poi due tour, uno invernale e uno estivo, con Linea Gotica.
Dopo un viaggio in Mongolia di Ferretti e Zamboni (durante cui sono state effettuate riprese facenti parte del documentario di Davide Ferrario Sul 45º parallelo), la band torna con un nuovo disco in studio realizzato tra il gennaio e il marzo 1997 a Carpineti, nel reggiano e pubblicato nell'agosto dello stesso anno. Tabula Rasa Elettrificata arriva primo in classifica, mettendo così in crisi l'idea di "gruppo alternativo" (T.R.E. infatti vende oltre 80 000 copie e permette al gruppo di conquistare la vetta della classifica italiana).
L'ultimo album in assoluto dei CSI esce il 29 gennaio 1998 ed è La terra, la guerra, una questione privata, registrazione del Concerto in onore e a memoria di Beppe Fenoglio, suonato e registrato ad Alba nella Chiesa di San Domenico il 5 ottobre 1996. Il disco, pubblicato in gennaio, viene tolto dal mercato il 1º maggio dello stesso anno. Il concerto dei CSI viene anche documentato nel film di Guido Chiesa Un giorno di fuoco.
Varie incomprensioni e l'abbandono di Massimo Zamboni porteranno poi allo scioglimento del gruppo e alla nascita dei PGR.
Nel settembre 2013, dopo lo spettacolo 30 anni di Ortodossia, lanciato da Massimo Zamboni e Angela Baraldi a cui ha partecipato anche Giorgio Canali, a questi componenti si aggiungono Gianni Maroccolo e Francesco Magnelli e tutti insieme (al gruppo completo mancano Giovanni Lindo Ferretti e Ginevra Di Marco, sostituita dalla Baraldi), supportati da Simone Filippi (batteria) intraprendono il tour Ciò che non deve accadere accade, suonando sotto il monicker Ex CSI che riporta dal vivo le canzoni dei CSI. Il tour coincide con la pubblicazione del box Vicini per chilometri (Tannen Records/Universal Music Italia), che racchiude tutti e 5 i dischi ufficiali della band in vinile.
Nel 2015 la band, rinominatasi Post-CSI, grazie ad una campagna di crowdfunding, annuncia in uscita per il 25 aprile 2015, in occasione del settantesimo anniversario della liberazione, un cofanetto intitolato Breviario Partigiano comprendente: un libro, un DVD con un documentario e un cd contenente la colonna sonora e i primi brani inediti scritti e composti dopo lo scioglimento dei CSI. Il 12 marzo è stato reso disponibile all'ascolto il brano inedito Senza domande, primo estratto dall'album.

## Formazione

### CSI

#### Ultima formazione
- Giovanni Lindo Ferretti - voce (1992-2002)
- Giorgio Canali - chitarra, violino, cori (1992-2002)
- Gianni Maroccolo - basso, chitarra acustica (1992-2002)
- Francesco Magnelli - tastiere, cori (1992-2002)
- Ginevra Di Marco - voce, cori (1993-2002)
- Gigi Cavalli Cocchi - batteria (1996-2002)

#### Ex componenti
- Massimo Zamboni - chitarra (1992-2000)
- Patty Vasirani - voce, cori (1992-1993)
- Roberto Zamagni - batteria (1992-1993)
- Alessandro Gerby - percussioni (1992-1994)
- Pino Gulli - batteria (1993-1995)
- Marco Parente - batteria (1995-1996)

### Post-CSI
- Angela Baraldi - voce
- Giorgio Canali - voce, chitarra, cori
- Massimo Zamboni - voce, chitarra, cori
- Gianni Maroccolo - basso, chitarra
- Francesco Magnelli - tastiere, cori
- Simone Filippi - batteria

## Discografia

### Album in studio
- 1994 - Ko de mondo
- 1996 - Linea Gotica
- 1997 - Tabula rasa elettrificata
- 2015 - Breviario partigiano (come Post C.S.I.)

### Album dal vivo
- 1993 - Maciste contro tutti (con Üstmamò e Disciplinatha)
- 1994 - In quiete
- 1998 - La terra, la guerra, una questione privata

### Raccolte
- 2001 - Noi non ci saremo Vol. 1
- 2001 - Noi non ci saremo Vol. 2
- 2009 - C.S.I. Consorzio Suonatori Indipendenti
- 2013 - Vicini per chilometri

### Singoli
- 1994 - Celluloide/Del mondo
- 1994 - A tratti (Datura remix)
- 1996 - Buon anno ragazzi
- 1997 - Tutti giù per terra
- 1997 - Forma e sostanza
- 1997 - Forma e sostanza (remixes)
- 1997 - Matrilineare
- 1997 - Mimporta 'nasega
- 2001 - Noi non ci saremo

### Partecipazioni
- 1994 - AA.VV. Rock Targato Italia
- 1994 - AA.VV. Black Out
- 1994 - AA.VV. Un mucchio di rock
- 1995 - AA.VV. Tributo ad Augusto
- 1995 - AA.VV. Smemoranda penso dunque sono
- 1995 - AA.VV. Materiale resistente
- 1996 - AA.VV. Asfalto - Musica dalla strada
- 1996 - AA.VV. Légalisation
- 1996 - AA.VV. Battiato non Battiato con E ti vengo a cercare
- 1996 - AA.VV. Jack Frusciante è uscito dal gruppo
- 1997 - AA.VV. Tutti giù per terra
- 1997 - AA.VV. Tabularara
- 1998 - AA.VV. The different you - Robert Wyatt e noi
- 2004 - AA.VV. Voli imprevedibili con E ti vengo a cercare

## Videografia
- 1994 - Ko de mondo - Immagini sul finire della terra
- 1994 - In quiete
- 1997 - Sul 45º parallelo
- 1998 - Un giorno di fuoco